# Charles Lebœuf
Pour les articles homonymes, voir Lebœuf et Blanc (homonymie).
Charles Lebœuf (Paris, 24 février 1864 – Paris, 7 décembre 1941) passe pour le fils illégitime de Napoléon III (1808-1873) et de Marguerite Bellanger (1838-1886).

## Présentation
L’écrivain Xavier Marmier (1808-1892) relate la découverte des lettres de Marguerite Bellanger « avouant » qu’elle a dupé l’empereur. Mais ces lettres avaient été obtenues par l’entremise d’un haut magistrat, Adrien Marie Devienne (1802-1883). 
Le généalogiste Jean-Fred Tourtchine signale (en 2000) à propos de Napoléon III un « [e]nfant naturel, issu de Julie Leboeuf, dite Marguerite Bellanger » en lui assignant pour état civil : « N... N..., lequel prend le pseudonyme de Charles Blanc, né au 27 rue des Vignes (actuel emplacement du n° 1 rue des Vignes) à Passy, aujourd'hui XVIe arrondissement de Paris le 24 février 1864 à 22 h30 s, décédé à Paris le 7 décembre 1941, rue Marignan XVIe . »
L’historien Pierre Milza confirme l’existence d’un enfant, Charles, né de l’empereur et de Marguerite « Bellenger ».